# Andrea Filser
Andrea Filser (* 25. März 1993) ist eine ehemalige deutsche Skirennläuferin. Sie war auf die Disziplinen Slalom und Riesenslalom spezialisiert. 2018 wurde sie deutsche Slalom-Meisterin.

## Biografie
Filser nahm ab Dezember 2008, im Alter von 15 Jahren, an FIS-Rennen und nationalen Juniorenrennen teil. Nachdem sie zunächst in allen Disziplinen antrat, zeichnete sich allmählich eine Spezialisierung auf Slalom und Riesenslalom ab. Im Januar 2011 gelang ihr der erste Sieg in einem FIS-Rennen, zwei Monate später wurde sie deutsche Slalom-Juniorenmeisterin. Diesen Titel konnte sie ein Jahr später erfolgreich verteidigen. Zu Einsätzen im Europacup gelangte sie ab November 2011. Ihr Weltcup-Debüt hatte Filser am 10. November 2012 im Slalom von Finnland. Während der Saison 2012/13 fuhr sie im Europacup dreimal unter die besten zehn, bei den Juniorenweltmeisterschaften 2013 verpasste sie zweimal knapp eine Medaille. Die ersten Weltcuppunkte holte sie am 10. März 2013 mit Platz 23 im Slalom von Ofterschwang.
Eine Unterschenkelfraktur im Dezember 2013 stoppte Filsers Aufstieg jäh. Sie nahm zwar ab November 2014 wieder an Rennen teil, konnte aber nicht an ihre früheren Leistungen anknüpfen. Über den Europacup versuchte sie, sich wieder der Weltspitze anzunähern. Ein Kreuzbandriss, den sie im ersten Europacuprennen der Saison 2016/17 erlitt, warf sie erneut zurück. Ein weiteres Mal musste sie sich über den Europacup herantasten. Vier Weltcupeinsätze im Winter 2017/18 blieben ohne zählbares Ergebnis; hingegen errang sie gegen Saisonende den deutschen Slalom-Meistertitel.
Auch bei ihren fünf Weltcupstarts in den Saisonen 2018/19 und 2019/20 kam sie nicht in die Punkteränge. Im Europacup erreichte sie 2019/20 in der Slalom-Wertung Rang 12, im Parallelslalom Rang 9 und im Far East Cup siegte sie bei drei Slaloms und in einem Riesenslalom, womit sie in der Slalom-Cupwertung in Führung und in der Gesamtwertung auf dem zweiten Platz lag. Im Weltcup 2020/21 fuhr sie nach über sieben Jahren erstmals wieder unter die besten 30 – sowohl im Slalom, Riesenslalom als auch im Parallelrennen.
Im Februar 2021 nahm sie an den Weltmeisterschaften in Cortina d’Ampezzo teil. Als einzige deutsche Finalteilnehmerin im Parallelrennen erreichte sie Platz 11. Am folgenden Tag gewann sie zusammen mit Emma Aicher, Alexander Schmid und Stefan Luitz im Teamwettbewerb die Bronzemedaille. Im Riesenslalom und Slalom fuhr sie jeweils auf Platz 20. 
Am 25. März 2024 gab sie ihren Rücktritt bekannt.

## Erfolge

### Weltmeisterschaften
- Cortina d’Ampezzo 2021: 3. Mannschaftswettbewerb, 11. Parallelrennen, 20. Riesenslalom, 20. Slalom
- Méribel 2023: 6. Mannschaftswettbewerb, 32. Slalom

### Weltcup
- 4 Platzierungen unter den besten 20
- 1 Podestplatz in Mannschaftswettbewerben

### Weltcupwertungen
| Saison  | Gesamt | Gesamt | Riesenslalom | Riesenslalom | Slalom | Slalom | Parallel | Parallel |
| Saison  | Platz  | Punkte | Platz        | Punkte       | Platz  | Punkte | Platz    | Punkte   |
| ------- | ------ | ------ | ------------ | ------------ | ------ | ------ | -------- | -------- |
| 2012/13 | 109.   | 8      | –            | –            | 50.    | 8      | –        | –        |
| 2020/21 | 76.    | 44     | 42.          | 18           | 38.    | 24     | 29.      | 2        |
| 2021/22 | 98.    | 26     | –            | –            | 47.    | 13     | 18.      | 13       |
| 2022/23 | 73.    | 64     | –            | –            | 32.    | 64     | –        | –        |

### Juniorenweltmeisterschaften
- Roccaraso 2012: 13. Slalom, 34. Riesenslalom
- Québec 2013: 5. Kombination, 6. Slalom, 20. Super-G, 25. Riesenslalom, 30. Abfahrt

### Europacup
- 7 Platzierungen unter den besten zehn

### Weitere Erfolge
- 2 deutscher Meistertitel (Slalom 2018, Riesenslalom 2021)
- 7 Podestplätze im Far East Cup, davon 4 Siege
- 2 deutsche Juniorenmeistertitel im Slalom (2011, 2012)
- 13 Siege in FIS-Rennen